# AK Волка
AK Волка (лат. AK Lupi) — одиночная переменная звезда в созвездии Волка на расстоянии (вычисленном из значения параллакса) приблизительно 7707 световых лет (около 2363 парсека) от Солнца. Видимая звёздная величина звезды — от менее +16,5m до +12,6m.

## Характеристики
AK Волка — красная пульсирующая переменная звезда, мирида (M) спектрального класса M. Эффективная температура — около 3336 K.